# Молодая мать за шитьём
«Молодая мать за шитьём» (англ. Young Mother Sewing) — картина американской художницы Мэри Кэссетт, написанная в 1900 году. В настоящее время картина находится в собрании Метрополитен-музея в Нью-Йорке.
В 1890-х годах Мэри Кэссетт всё чаще стала обращаться к изображению матери и дитя, что стало впоследствии её «визитной карточкой». Сосредоточение на этой тематике было связано с привязанностью и трепетному отношению художницы к своим племянникам и племянницам, а также с ростом культурного интереса к вопросам воспитанию детей.
На картине изображена женщина, сидящая возле окна и занимающаяся шитьём. Женщина одета в полосатое платье и зелёный фартук, оттенок которого перекликается с зеленью за окном. Маленькая девочка в белом платье, чей взгляд направлен в сторону зрителя, облокотилась на колени матери. Для работы позировали женщина и ребёнок, не состоявшие в родственных отношениях.
В 1901 году картину приобрела Луизин Хэвемайер, супруга коллекционера Генри Осборна Хэвемайера. Владелица картины отметила правдивость изображения сюжета. В 1907 году Луизина Хэвемайер стала вдовой и после этого посвятила свою жизнь движению суфражисток; в 1912 году она передала картину вместе со своей коллекцией в галерею Knoedler с целью организации выставки, где средства от продажи билетов были направлены на нужды движения суфражисток. В 1915 году она повторно организовала выставку картин из коллекции и сбор средств..
Метрополитен-музей приобрёл картину вместе с частью коллекции Генри Осборна Хэвемайера в 1929 году. Впоследствии работа выставлялась в различных музеях и городах США.